# Echinocereeae
Echinocereeae, tribus kaktusa u potporodici Cactoideae.. Sastoji se od 32 roda, od kojih su 4 hibridna.
Većina predstavnika plemena nalazi se u pustinjskim regijama, osobito u Meksiku i jugozapadnim Sjedinjenim Državama. Najpoznatija vrsta je saguaro (Carnegiea gigantea).

## Rodovi
1. Armatocereus Backeb.
2. Austrocactus Britton & Rose
3. Bergerocactus Britton & Rose
4. Carnegiea Britton & Rose
5. Castellanosia Cárdenas
6. Cephalocereus Pfeiff.
7. Corryocactus Britton & Rose
8. Deamia Britton & Rose
9. Echinocereus Engelm.
10. Escontria Rose
11. Eulychnia Phil.
12. Isolatocereus Backeb.
13. Jasminocereus Britton & Rose
14. Lemaireocereus Britton & Rose
15. Leptocereus Britton & Rose
16. Lophocereus Britton & Rose
17. Marshallocereus Backeb.
18. Mitrocereus (Backeb.) Backeb.
19. Morangaya G.D.Rowley
20. Myrtillocactus Console
21. Neoraimondia Britton & Rose
22. Nyctocereus (A.Berger) Britton & Rose
23. Pachycereus (A.Berger) Britton & Rose
24. Peniocereus (A.Berger) Britton & Rose
25. Pfeiffera Salm-Dyck
26. Polaskia Backeb.
27. Stenocereus (A.Berger) Riccob.
28. Strophocactus Britton & Rose
29. × Myrtgerocactus Moran
30. × Pachebergia S.Arias & Terrazas
31. × Pacherocactus G.D.Rowley
32. × Polascontria Y.Cruz & S.Vázquez

## Sinonimi
- Pachycereeae Buxb.
- Peniocereeae Doweld
- Phyllocacteae Rchb.